# リカステ
リカステ Lycaste は、ラン科植物の一つ。大きな偽球茎に大きな葉をつけ、多くはシュンランに似た大きな花をつける。

## 概説
リカステは大きな偽球茎の先端に幅広い大きな葉をつけるランで、花は三角に整った形のものが多い。側花弁が蕊柱に寄り添い、唇弁も基部は蕊柱に平行し、先端が前に広がるのが多く、見た目でシュンランを思わせる。落葉性の種では葉が落ちた偽球茎に花をつける。
鑑賞価値の高い洋ランとして知られるものも多い。学名はトロイの最後の王プリアモスの娘で美人だった Lycaste に由来する。南米高地に産するものが多く、そのようなものは夏の暑さに弱いクールタイプといわれる。

## 特徴

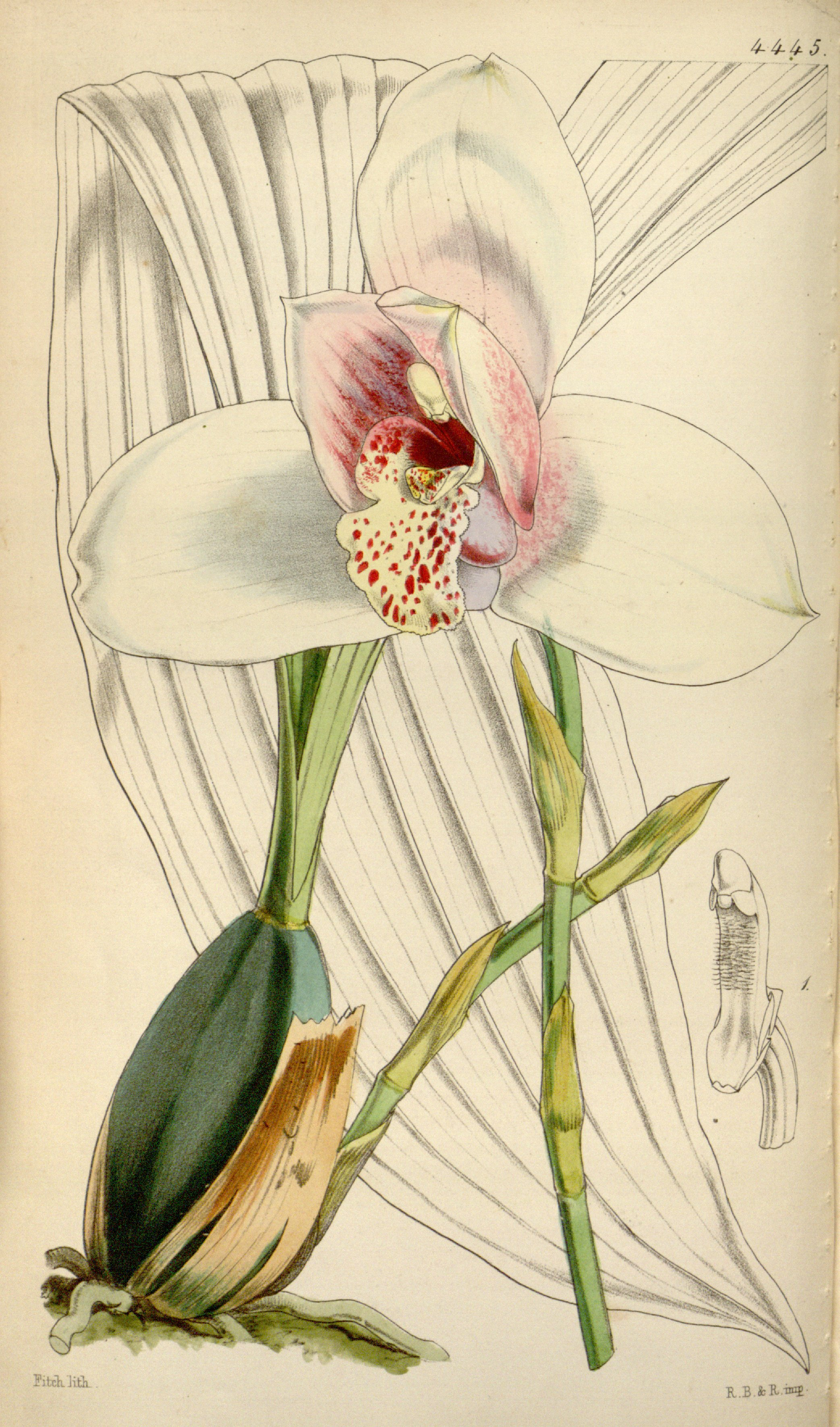
図版（リカステ・スキンネリ）
（画）ウォルター・フィッチ
"Curtis's Botanical Magazine"

多年生草本で、着生種と岩の上に出るもの、地上種がある。偽球茎は大きく発達し、扁平な卵形で互いに接して生じる。葉は広披針形で幅広く、縦皺が多数あり、偽球茎の先端から2-4枚生じる。落葉性の種が多く、それらでは偽球茎が肥大した後に葉が枯れ、次に新芽が出る前に花が出る。なお、葉の落ちた後の偽球茎の先端部には棘が残り、怪我することがあるので切っておくようにと園芸書には書かれる。
花茎は偽球茎の基部から数本、あるいは多数出て、多くは立ち上がるが、ごく一部に垂れ下がるものがある。花は花茎の先端に一つつく。花は大きくて肉厚、色は桃色、黄色、緑色など様々。萼片三枚はほぼ同大でやや細長く、三方向に出るか側萼片はやや水平に伸びる。側花弁も細長い形で、前に突き出る蕊柱を覆うように寄り添い、往々に先端が反る。唇弁の基部は蕊柱の下に並び、その両側面は上に曲がって蕊柱の下に回廊を造る。先端は反り返ってやや広がる。

## 分布
メキシコからボリビアに分布する。高地に産するものが多い。

## 分類
約35種が知られる。以下に代表的なものをあげる。
- Lycaste
  - L. aromatica：リカステ・アロマティカ
  - L. baringtoniae
  - L. brevispatha
  - L. campbellii
  - L. ciliata
  - L. cruenta
  - L. deppei
  - L. dowiana
  - L. dyeriana
  - L. lasioglossa
  - L. locusta
  - L. longiscapa
  - L. macrophylla
  - L. powellii
  - L. skinneri：リカステ・スキンネリ
  - L. tricolor
  - L. trifoliata

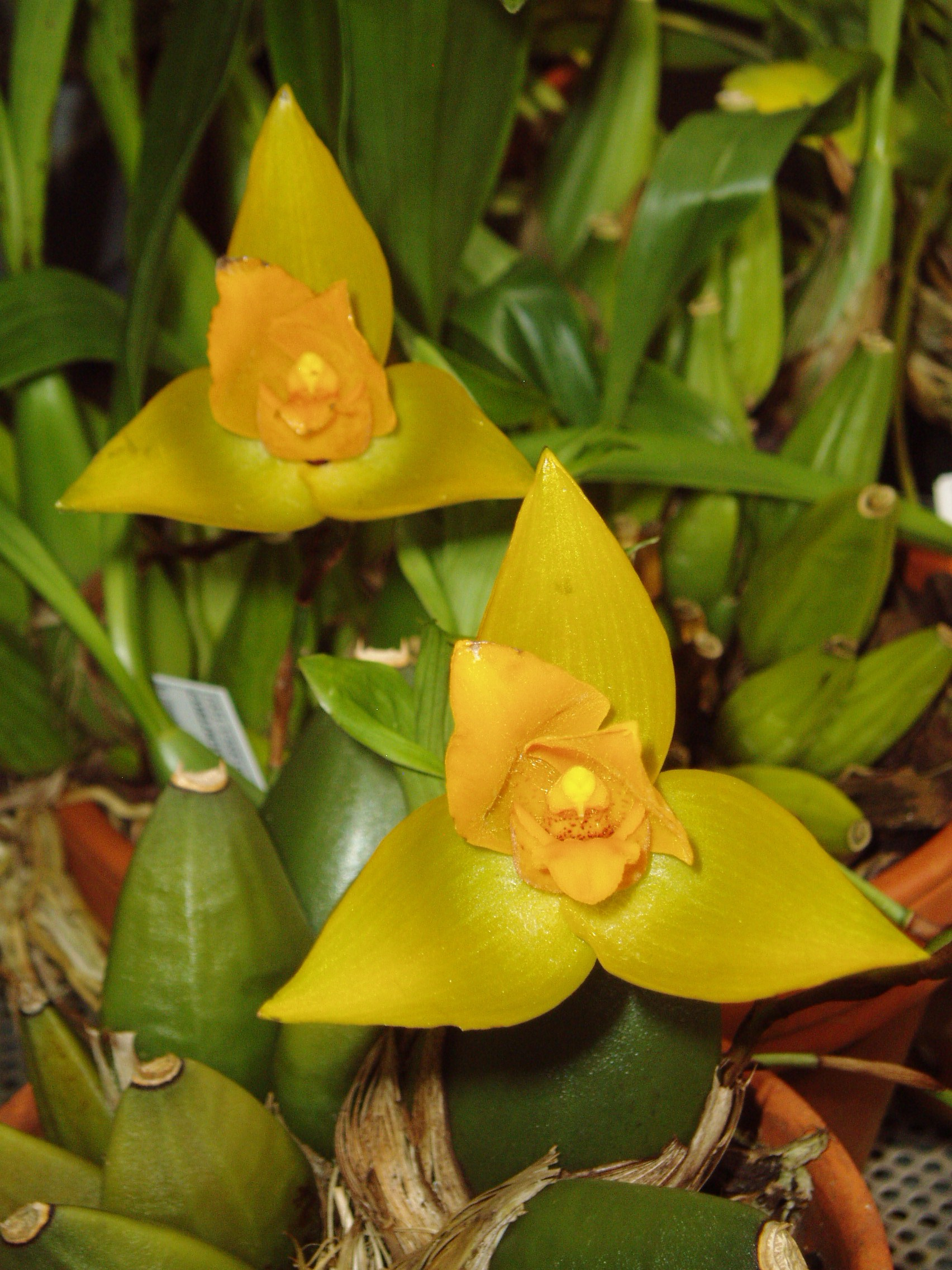
リカステ・アロマティカ
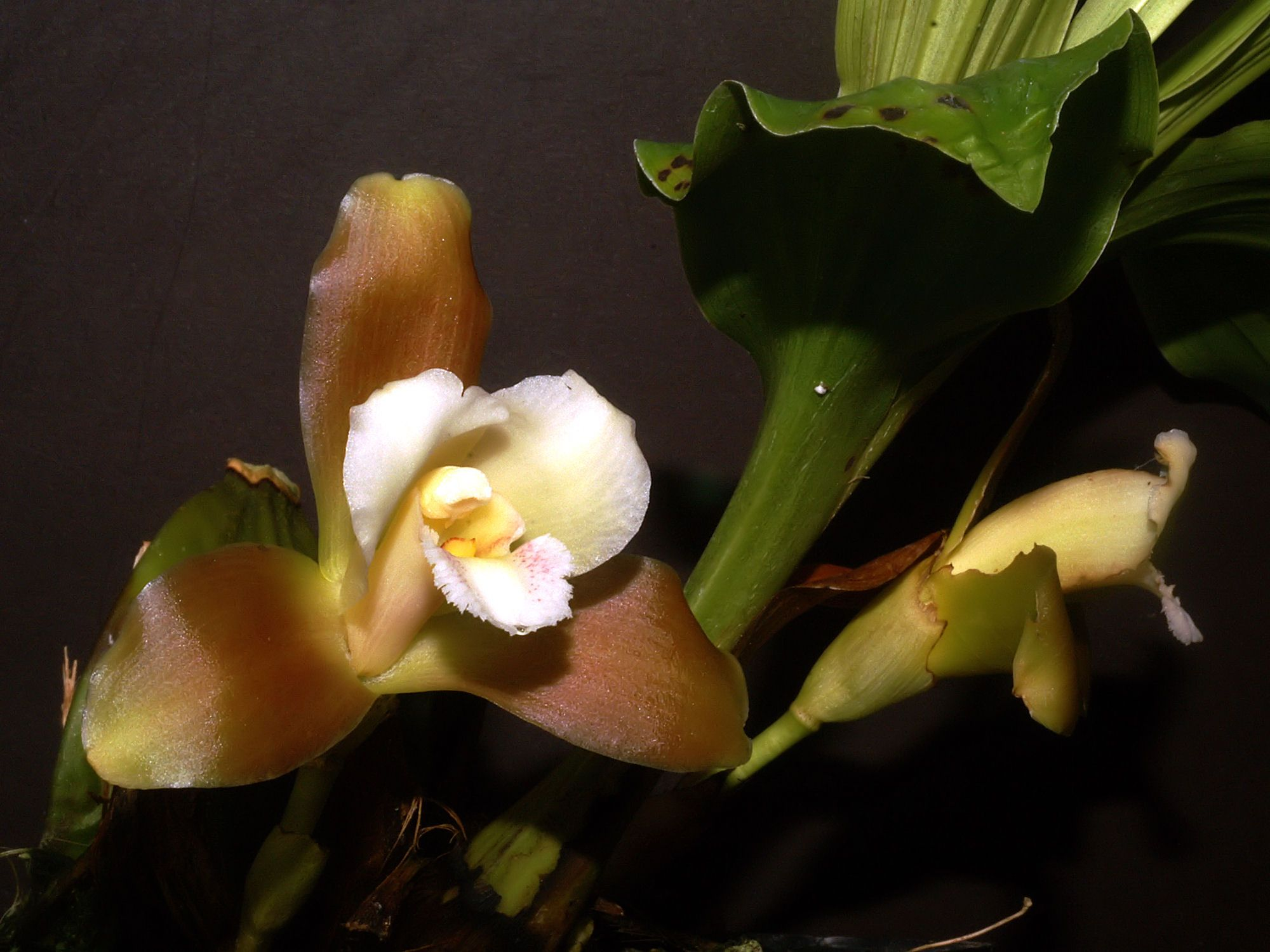
Lycaste dowiana
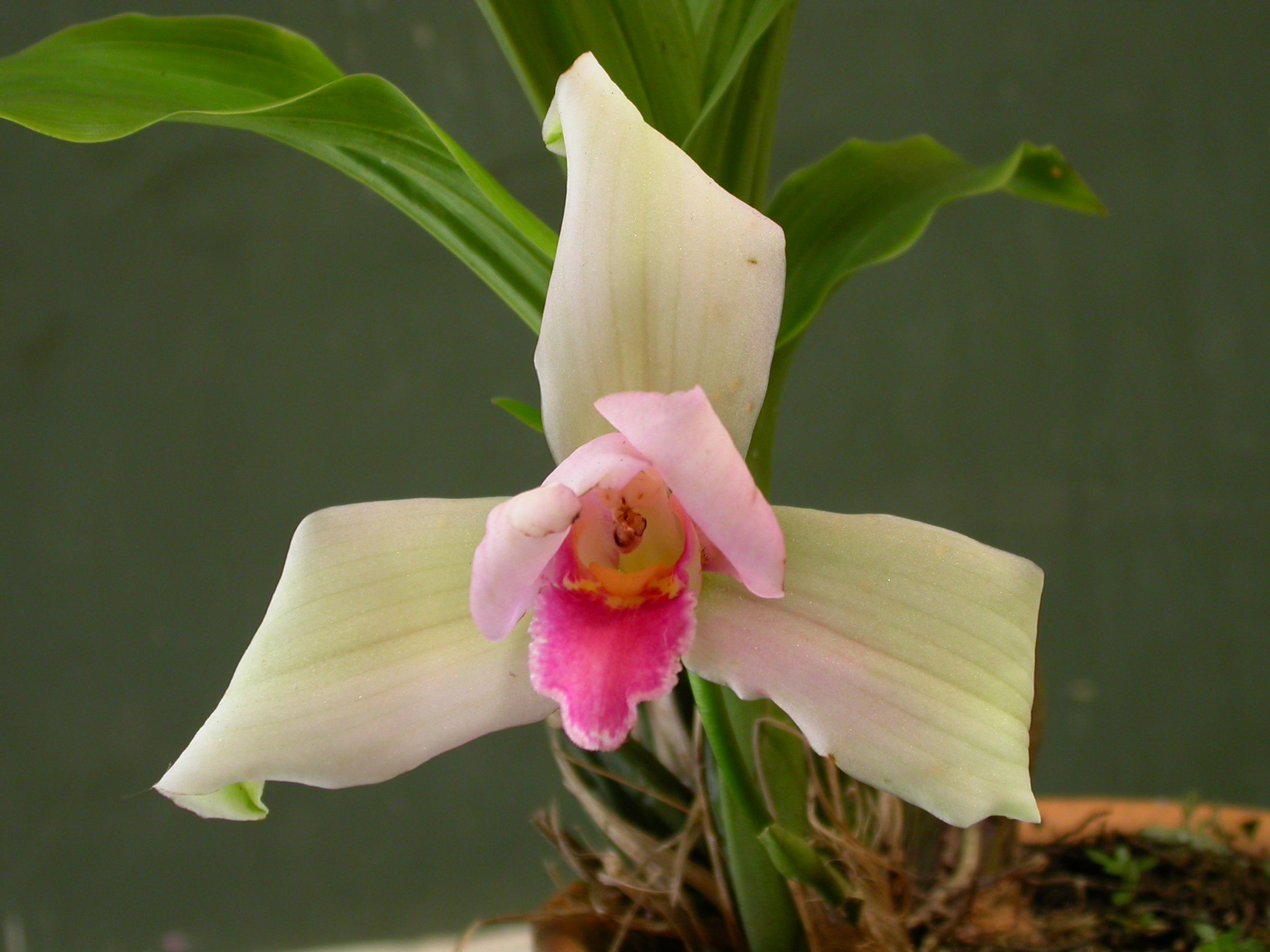
リカステ・スキンネリ

## 利用
花が美しい洋ランとして栽培される。ただし高地産のものは夏の暑さに弱いクールタイプであり、日本中部以南の平地では夏越しに困難がある。また、葉が大柄なので扱いに難がある。洋ランとしての略称は Lyc. である。
スキンネリ L. skinneri は白から桃紫の大輪花（径15cm）であるうえ、萼片三枚がほぼ正三角形に整った名花で、三菱ランと呼ばれたこともある。非常に多く採集されたが、現在では保護されている。またこの花はグアテマラの国花に指定されている。特に白花変種の var. alba はワシントン条約で付属書Ｉ類に指定されている。
またアロマティカ L. aromatica は小型の黄色い花を多数つけ、またこの属では珍しく芳香が強い。その香りはやや香辛料的で、ニッキに似ている。
ちなみにこれらの花は見た目がシュンランに似ている。特に側花弁の先端が軽く反るものは中国春蘭で言うところの兜に見えるので、その花形は梅弁や水仙弁の花によく似た気品あるものになっている。ちなみに葉の様子はエビネに似ているので、エビネからシュンランの花が出たような印象がある。
多くの交配品がある。美麗な花形と花色、それに栽培の容易さを求めての交配が多い。特にスキンネリは本属で最大級の花をつける美麗種であり、交配親として重視されてきた。もともと花は大柄なので、超大輪花は径18cmにも達する。花色は白から赤、黄色、緑系などだが青系はない。また、大柄な葉がじゃまになるからと、むしろ葉や株を小型化する交配も試みられている。
マキシラリア属はリカステ属と近縁で属間雑種のマキシラカステ ×Maxillacaste が作れる。ただし園芸的にはこれはあまり利用されない。アングロア属 Anguloa も近縁で属間交配でアングロカステ Angulocaste が作られ、これは鑑賞価値も高く評価されている。他にビフレナリア属 Bifrenaria との交雑によるリカステリア Lycasteria も作出されているが、1度きりのようである。

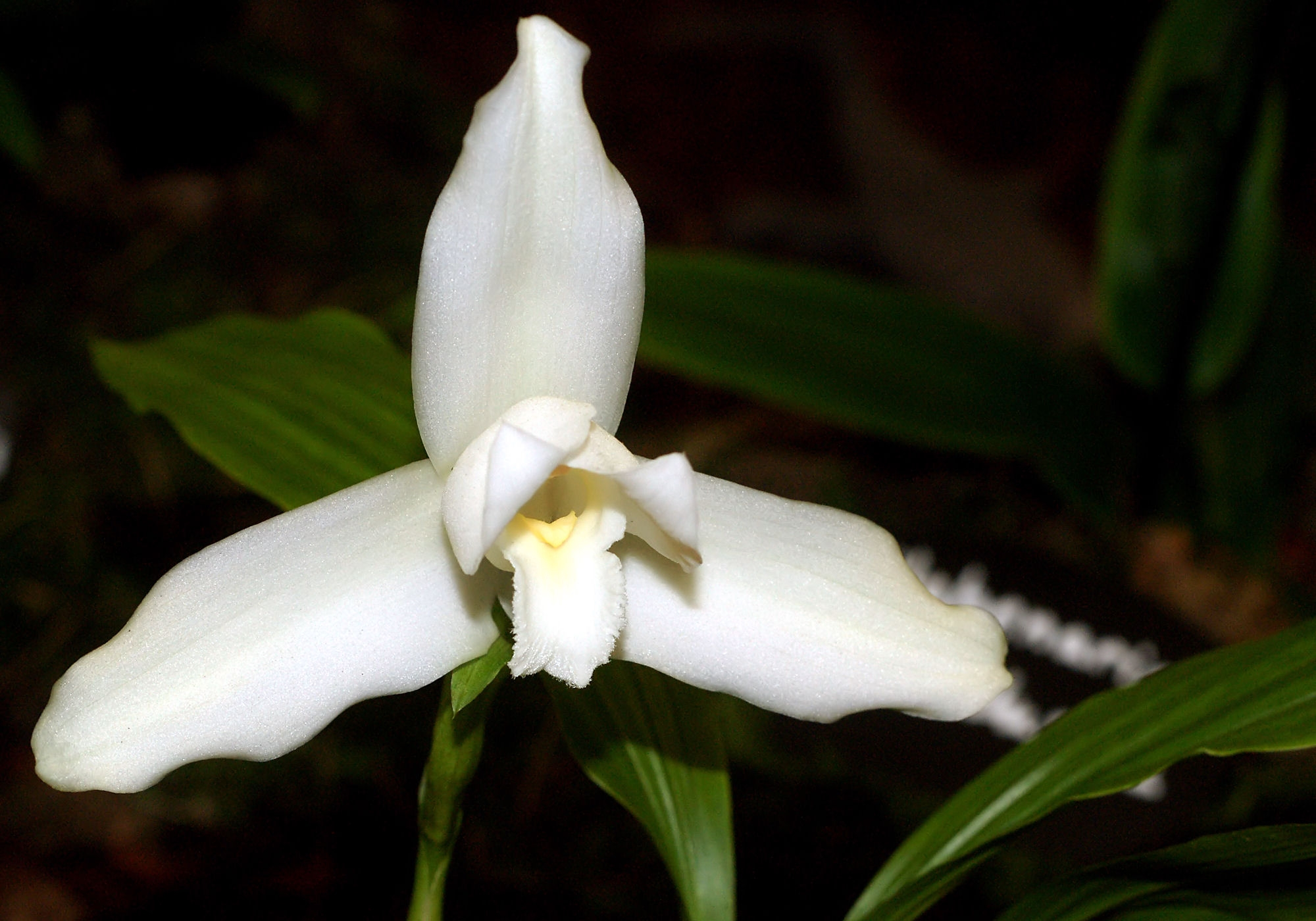
スキンネリの変種アルバ
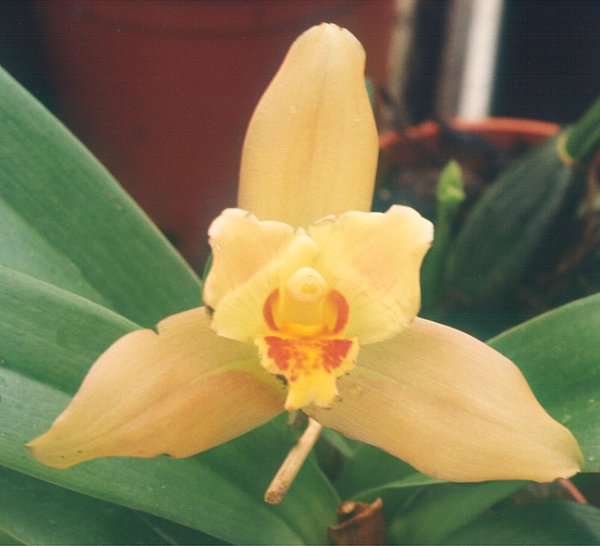
交配品の一つ：Cassiopeia Wyld Peach
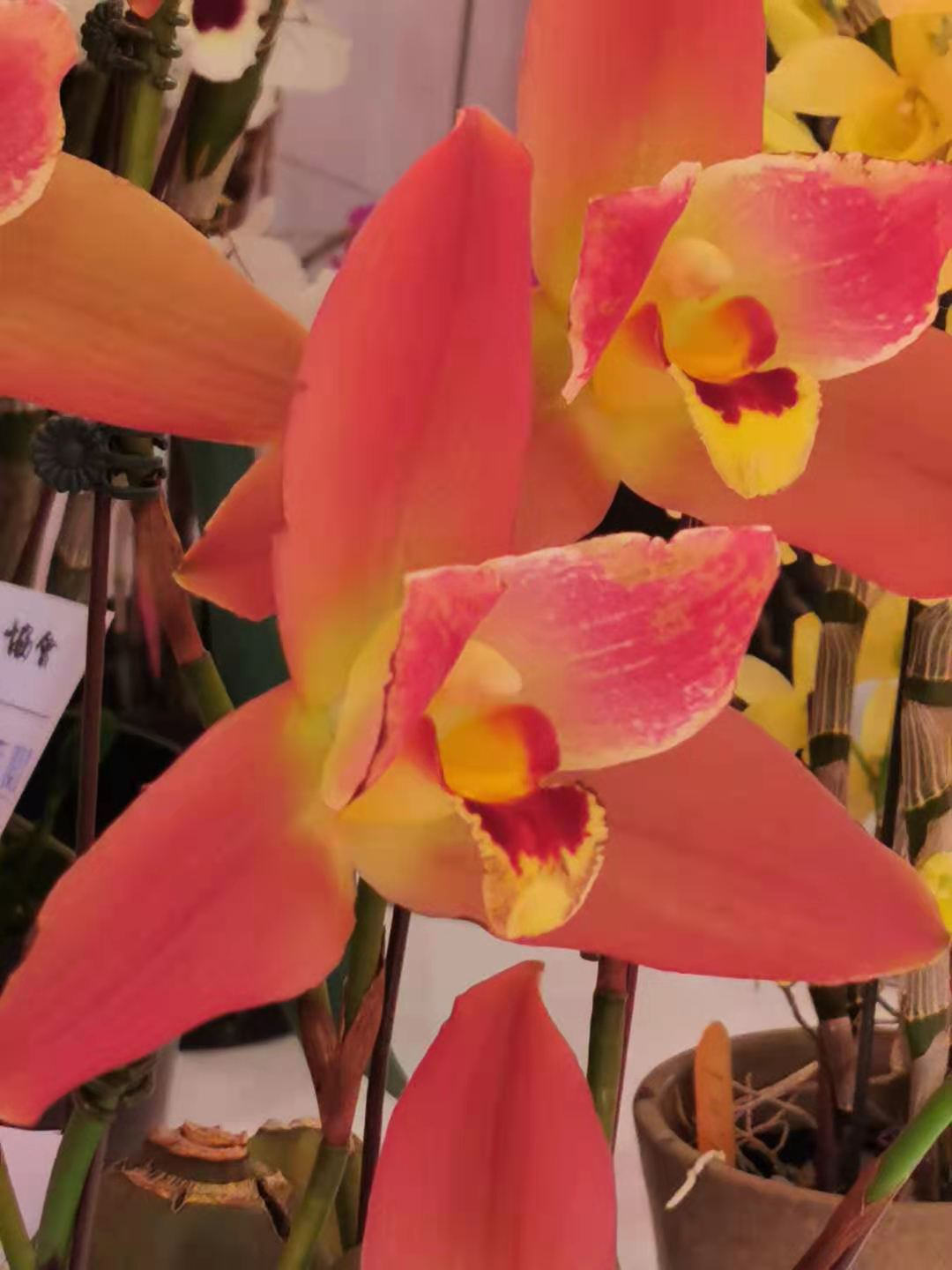
交配品の一つ：Angulocaste Red Jewel